# 다미리스 단타스
다미리스 단타스(Damiris Dantas, 1992년 11월 17일 ~ )는 브라질의 농구 선수이다. 전미 여자 농구 협회(WNBA) 미네소타 링크스와 한국여자프로농구(WKBL) 부산 BNK 썸, 브라질 여자 농구 국가대표팀에서 뛰고 있다.
2011년 칠레에서 열린 FIBA U-19 여자 세계 선수권 대회에 브라질 연령별 대표로 참가하여 동메달과, 대회 최우수 선수상을 수상하였다.